# رادنی کلر
رادنی کلر (انگلیسی: Rod Keller; ۲ اکتبر ۱۹۰۰ – ۲۱ ژوئن ۱۹۵۴) فرد نظامی اهل کانادا بود. وی همچنین برندهٔ جوایزی همچون نشان امپراتوری بریتانیا شده‌است.